# Gipsy.cz
Gipsy.cz je romski sastav koji pjeva romsku hip hop kulturu (glazba, kombiniranje rapa i hip hopa, tradicionalne romske glazbe, jazza i balkanske limene glazbe).  Postali su poznati objavljivanjem spota na MTVu. 2006. su osvojili nagradu na festivalu Anděl u kategoriji novi sastavi i 2007 u ALMA Awards magazinu. Prvi su češki predstavnici na Glastonbury festivalu. 5. lipnja 2008. su objavili novi album. 2009. su predstavljali Češku na Euroviziji 2009. s pjesmom Aven Romale. Nisu se uspjeli plasirati u finalnu večer. Završili su posljednji, 18. u prvom polufinalu bez ijednog boda.

## Članovi
- Radoslav Banga kao Gipsy
- Vojtěch Lavička
- Noemi Fialová
- Tibor Žida
- Matěj Černý
- Oliver Lipenský

## Diskografija
- Romano Hip Hop (2006)
  - Tajsa  	 (02:49)
  - Multin 	 (03:52)
  - 7/8 	 (02:02)
  - Romano Hip Hop 	 (02:37)
  - Palikeras Tumenge 	 (03:08)
  - Ne, že ne 	 (02:49)
  - Jednou 	 (03:11)
  - Welcome to Prague 	 (03:56)
  - Bengoro Hang 	 (03:13)
  - Abacus 	 (04:12)
  - Načalado Godi 	 (03:00)
  - Tím, čím chcete 	 (03:20)
  - Mira Daje 	 (03:20)
  - Muloland 	 (02:40)
  - Tečka 	 (05:31)

- Reprezent (2008)
  - Benga beating  	 (02:42)
  - Barvoslepej svět 	 (03:12)
  - Dokud dejchám 	 (02:57)
  - Večernice 	 (03:51)
  - Amen Savore 	 (03:41)
  - Amenca 	 (03:15)
  - Reprezent 	 (03:14)
  - Na cigánské svatbe 	 (02:04)
  - Love love 	 (03:49)
  - Gejza Ušti 	 (02:35)
  - Dobrý den 	 (03:09)
  - Udělej něco! 	 (03:20)
  - Vítej 	 (03:03)
  - A na závěr si s námi dejte trochu té Čunárny 	 (02:15)

## Vanjske poveznice
- Gipsy.cz službena stranica
- Gipsy.cz na Indies Scopeu
- Myspace.com profl
- Gipsy.cz na Glastonbury Festivalu